# Seynes
Seynes é uma comuna francesa na região administrativa de Occitânia, no departamento de Gard. Estende-se por uma área de 14,33 km². Em 2010 a comuna tinha 163 habitantes (densidade: 11,4 hab./km²).